# François-Marie Le Marchand de Lignery

François-Marie Le Marchand de Lignery, né en 1703 à Montréal et mort le 28 juillet 1759 est un Commandant et chevalier de saint Louis qui participa à la Guerre de Sept Ans du côté du Canada.

## Biographie
Il est le fils de Constant le Marchand de Lignery et de Anne Robutel de La Noue, fille du seigneur de l'île Saint-Paul, à Montréal. À 14 ans il entre comme cadet des troupes de la marine et devient capitaine en 1751. Il participe à la seconde guerre contre les indiens Renards en 1728; combat plus tard les Chicachas en Louisiane en 1739-40. Il passe ensuite en Nouvelle-Écosse en 1745-46, puis en Ohio ou il combat sous les ordres de Jean-Daniel Dumas qui défont l'armée britannique du général Edward Braddock lors de la bataille de la Monongahela en juillet 1755. Lignery devient l'officier sénior en Ohio et Commandant du Fort Duquesne. Il devient chevalier de l'Ordre de Saint-Louis en juillet 1756. La faible garnison du fort fut renforcée par Charles Philippe Aubry qui a construit le Fort Massiac en 1757 et atteint le Fort Duquesne en 1758. Aubry attaque et encercle avec quelques centaines d'hommes les campements autour du fort à la Bataille de Fort Ligonier. Mais l'armée du géneral John Forbes avance lentement mais surement pour capturer le Fort Duquesne; Lignery doit bruler et abandonner le fort. Lignery et ses hommes se retirent au Fort Machault. En tentant de renforcer Pierre Pouchot assiégé durant la Bataille de Fort Niagara, Lignery et ses troupes furent prises en embuscade lors de la bataille de La Belle-Famille, à environ trois kilomètres au sud du fort. Lignery fut gravement blessé et mourut quelques jours plus tard.